# Bélgica en la Copa Mundial de Fútbol de 1982
La selección de Bélgica en la Copa Mundial de Fútbol de 1982 fue uno de los 24 países participantes de la Copa Mundial de Fútbol de 1982, realizada en España. El seleccionado belga clasificó a la cita de España, gracias a que obtuvo el primer lugar del segundo grupo de la eliminatoria de la UEFA, por delante de Francia, Irlanda, Países Bajos y Chipre.

## Clasificación

### Grupo 2
| Equipo       | Pts | PJ | PG | PE | PP | GF | GC | Dif |
| ------------ | --- | -- | -- | -- | -- | -- | -- | --- |
| Bélgica      | 11  | 8  | 5  | 1  | 2  | 12 | 13 | 3   |
| Francia      | 10  | 8  | 5  | 0  | 3  | 20 | 8  | 12  |
| Irlanda      | 10  | 8  | 4  | 2  | 2  | 17 | 11 | 6   |
| Países Bajos | 9   | 8  | 4  | 1  | 3  | 11 | 7  | 4   |
| Chipre       | 0   | 8  | 0  | 0  | 8  | 4  | 29 | -25 |

### Partidos
| Fecha                   | Lugar    | Partido      | Partido           | Partido | Partido           | Partido      |
| ----------------------- | -------- | ------------ | ----------------- | ------- | ----------------- | ------------ |
| 15 de octubre de 1980   | Dublín   | Irlanda      |                   | 1:1     |                   | Bélgica      |
| 19 de noviembre de 1980 | Bruselas | Bélgica      |                   | 1:0     |                   | Países Bajos |
| 21 de diciembre de 1980 | Nicosia  | Chipre       | Bandera de Chipre | 0:2     |                   | Bélgica      |
| 18 de febrero de 1981   | Bruselas | Bélgica      |                   | 3:2     | Bandera de Chipre | Chipre       |
| 25 de marzo de 1981     | Bruselas | Bélgica      |                   | 3:0     |                   | Irlanda      |
| 29 de abril de 1981     | París    | Francia      |                   | 3:2     |                   | Bélgica      |
| 9 de septiembre de 1981 | Bruselas | Bélgica      |                   | 2:0     |                   | Francia      |
| 14 de octubre de 1981   | Róterdam | Países Bajos |                   | 3:0     |                   | Bélgica      |

## Futbolistas
| #     | Posición       | Nombre                  | Fecha de nacimiento      | P. Sel. | Club              |
| ----- | -------------- | ----------------------- | ------------------------ | ------- | ----------------- |
| 1     | Portero        | Jean-Marie Pfaff        | 4 de diciembre de 1953   | -       | K.S.K. Beveren    |
| 2     | Defensa        | Eric Gerets             | 18 de mayo de 1954       | -       | Standard Liège    |
| 3     | Defensa        | Luc Millecamps          | 10 de septiembre de 1951 | -       | K.S.V. Waregem    |
| 4     | Defensa        | Walter Meeuws           | 11 de julio de 1951      | -       | Standard Liège    |
| 5     | Defensa        | Michel Renquin          | 3 de noviembre de 1955   | -       | R.S.C. Anderlecht |
| 6     | Centrocampista | Franky Vercauteren      | 28 de octubre de 1956    | -       | R.S.C. Anderlecht |
| 7     | Centrocampista | Jos Daerden             | 26 de noviembre de 1954  | -       | Standard Liège    |
| 8     | Centrocampista | Wilfried Van Moer       | 1 de marzo de 1945       | -       | K.S.K. Beveren    |
| 9     | Delantero      | Erwin Vandenbergh       | 26 de enero de 1959      | -       | Lierse S.K.       |
| 10    | Centrocampista | Ludo Coeck              | 25 de septiembre de 1955 | -       | R.S.C. Anderlecht |
| 11    | Centrocampista | Jan Ceulemans           | 28 de febrero de 1957    | -       | Club Brugge       |
| 12    | Portero        | Theo Custers            | 10 de agosto de 1950     | -       | RCD Espanyol      |
| 13    | Delantero      | François Van Der Elst   | 1 de diciembre de 1954   | -       | West Ham United   |
| 14    | Defensa        | Marc Baecke             | 24 de julio de 1956      | -       | K.S.K. Beveren    |
| 15    | Defensa        | Maurits De Schrijver    | 26 de junio de 1951      | -       | K.S.C. Lokeren    |
| 16    | Defensa        | Gerard Plessers         | 30 de marzo de 1959      | -       | Standard Liège    |
| 17    | Centrocampista | René Verheyen           | 20 de marzo de 1952      | -       | K.S.C. Lokeren    |
| 18    | Centrocampista | Raymond Mommens         | 27 de diciembre de 1958  | -       | K.S.C. Lokeren    |
| 19    | Delantero      | Marc Millecamps         | 9 de octubre de 1950     | -       | K.S.V. Waregem    |
| 20    | Centrocampista | Guy Vandersmissen       | 25 de diciembre de 1957  | -       | Standard Liège    |
| 21    | Delantero      | Alexandre Czerniatynski | 28 de julio de 1960      | -       | Royal Antwerp FC  |
| 22    | Portero        | Jacky Munaron           | 8 de septiembre de 1956  | -       | R.S.C. Anderlecht |
| Entr. | Guy Thys       | Guy Thys                |                          |         |                   |

## Participación

### Primera fase

#### Grupo C
| Equipo      | Pts | PJ | PG | PE | PP | GF | GC | Dif |
| ----------- | --- | -- | -- | -- | -- | -- | -- | --- |
| Bélgica     | 5   | 3  | 2  | 1  | 0  | 3  | 1  | 2   |
| Argentina   | 4   | 3  | 2  | 0  | 1  | 6  | 2  | 4   |
| Hungría     | 3   | 3  | 1  | 1  | 1  | 12 | 6  | 6   |
| El Salvador | 0   | 3  | 0  | 0  | 3  | 1  | 13 | -12 |

| 13 de junio de 1982, 20:00 | Argentina | 0:1 (0:0) | Bélgica         | Estadio Camp Nou, Barcelona                                                   |                                                                               |
|                            |           | Reporte   | Vandenbergh 62' | Asistencia: 95.000 espectadores Árbitro(s): Vojtech Christov (Checoslovaquia) | Asistencia: 95.000 espectadores Árbitro(s): Vojtech Christov (Checoslovaquia) |

| 19 de junio de 1982, 21:00 | Bélgica   | 1:0 (1:0) | El Salvador | Nuevo Estadio, Elche                                                            |                                                                                 |
|                            | Coeck 19' | Reporte   |             | Asistencia: 15.000 espectadores Árbitro(s): Malcolm Moffatt (Irlanda del Norte) | Asistencia: 15.000 espectadores Árbitro(s): Malcolm Moffatt (Irlanda del Norte) |

| 22 de junio de 1982, 21:00                            | Bélgica           | 1:1 (0:1) | Hungría   | Nuevo Estadio, Elche                                                 |                                                                      |
|                                                       | Czerniatynski 76' | Reporte   | Varga 27' | Asistencia: 37.000 espectadores Árbitro(s): Clive White (Inglaterra) | Asistencia: 37.000 espectadores Árbitro(s): Clive White (Inglaterra) |
| Primera clasificación a la siguiente fase de Bélgica. |                   |           |           |                                                                      |                                                                      |

### Segunda Fase

#### Grupo 1
| Equipo          | Pts | PJ | PG | PE | PP | GF | GC | Dif |
| --------------- | --- | -- | -- | -- | -- | -- | -- | --- |
| Polonia         | 3   | 2  | 1  | 1  | 0  | 3  | 0  | 3   |
| Unión Soviética | 3   | 2  | 1  | 1  | 0  | 1  | 0  | 1   |
| Bélgica         | 0   | 2  | 0  | 0  | 2  | 0  | 4  | -4  |

| 28 de junio de 1982, 21:00 | Polonia             | 3:0 (2:0) | Bélgica | Estadio Camp Nou, Barcelona                                                 |                                                                             |
|                            | Boniek 4', 26', 53' | Reporte   |         | Asistencia: 65.000 espectadores Árbitro(s): Luis Paulino Siles (Costa Rica) | Asistencia: 65.000 espectadores Árbitro(s): Luis Paulino Siles (Costa Rica) |

| 1 de julio de 1982, 21:00 | Bélgica | 0:1 (0:0) | Unión Soviética | Estadio Camp Nou, Barcelona                                          |                                                                      |
|                           |         | Reporte   | Oganesian 48'   | Asistencia: 45.000 espectadores Árbitro(s): Michel Vautrot (Francia) | Asistencia: 45.000 espectadores Árbitro(s): Michel Vautrot (Francia) |